# Bomba głębinowa

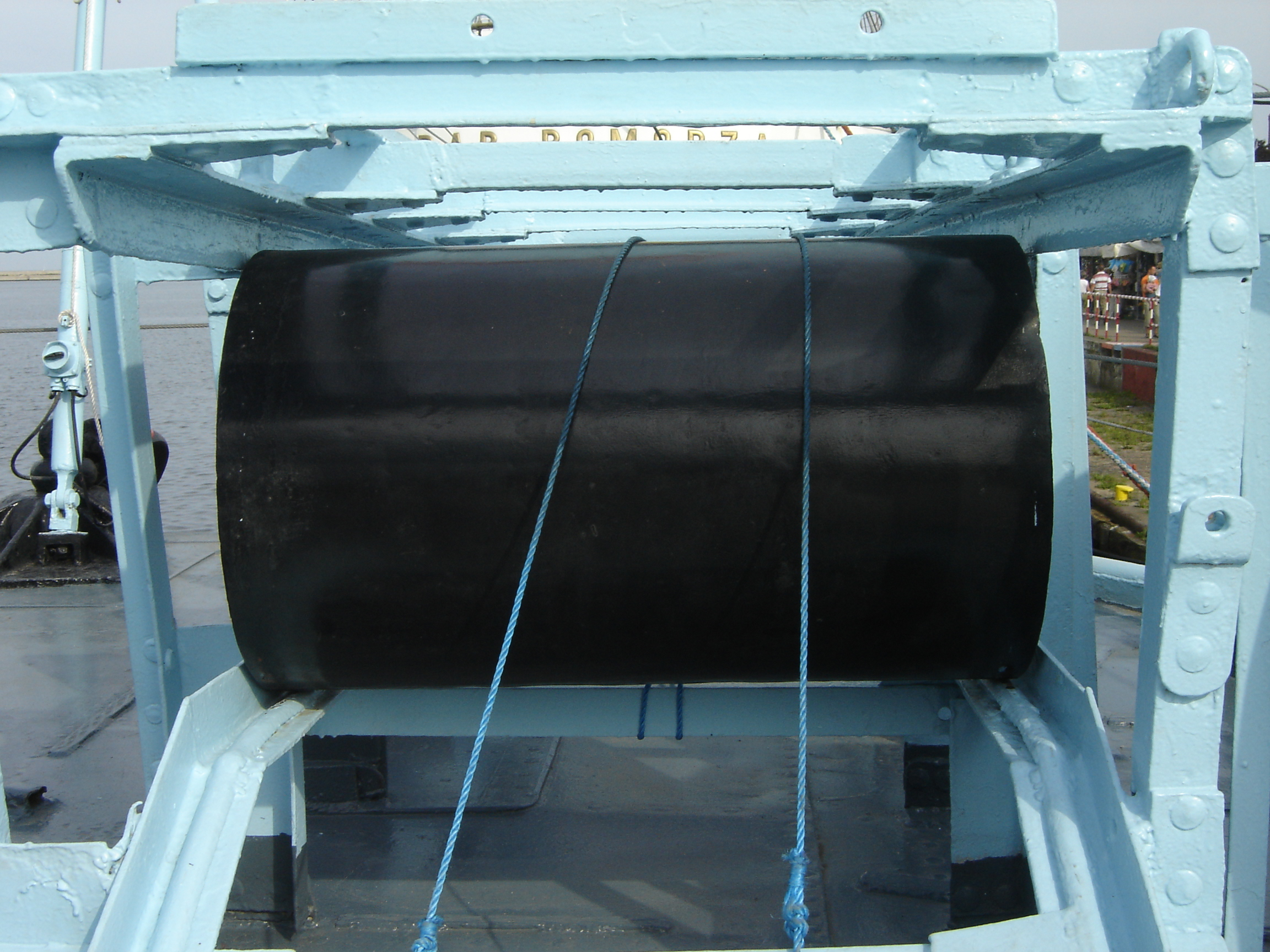
Zrzutnia bomb głębinowych razem z bombą na rufie ORP Błyskawica

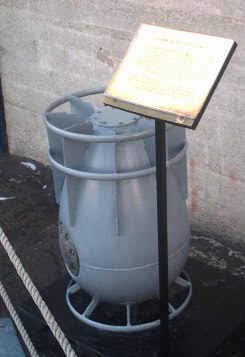
Amerykańska szybko tonąca bomba głębinowa Mark XI o kształcie kroplowym, z okresu II wojny światowej

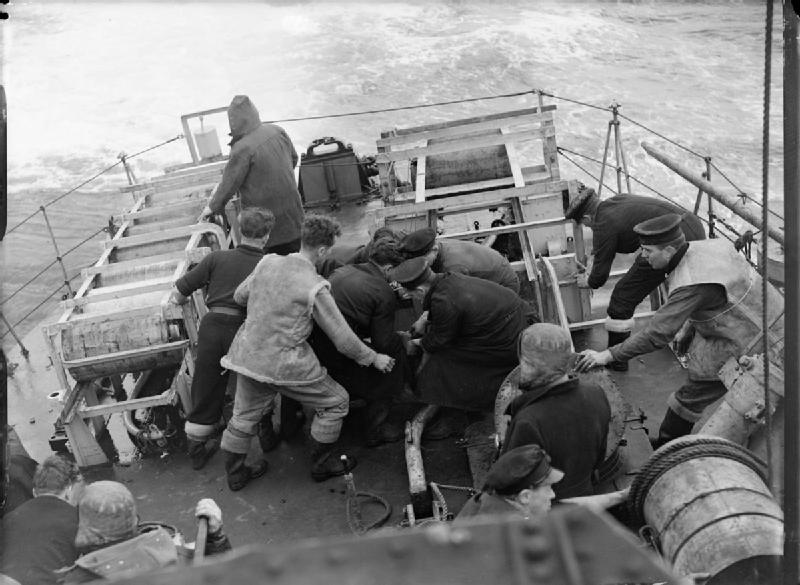
Zrzut bomb głębinowych

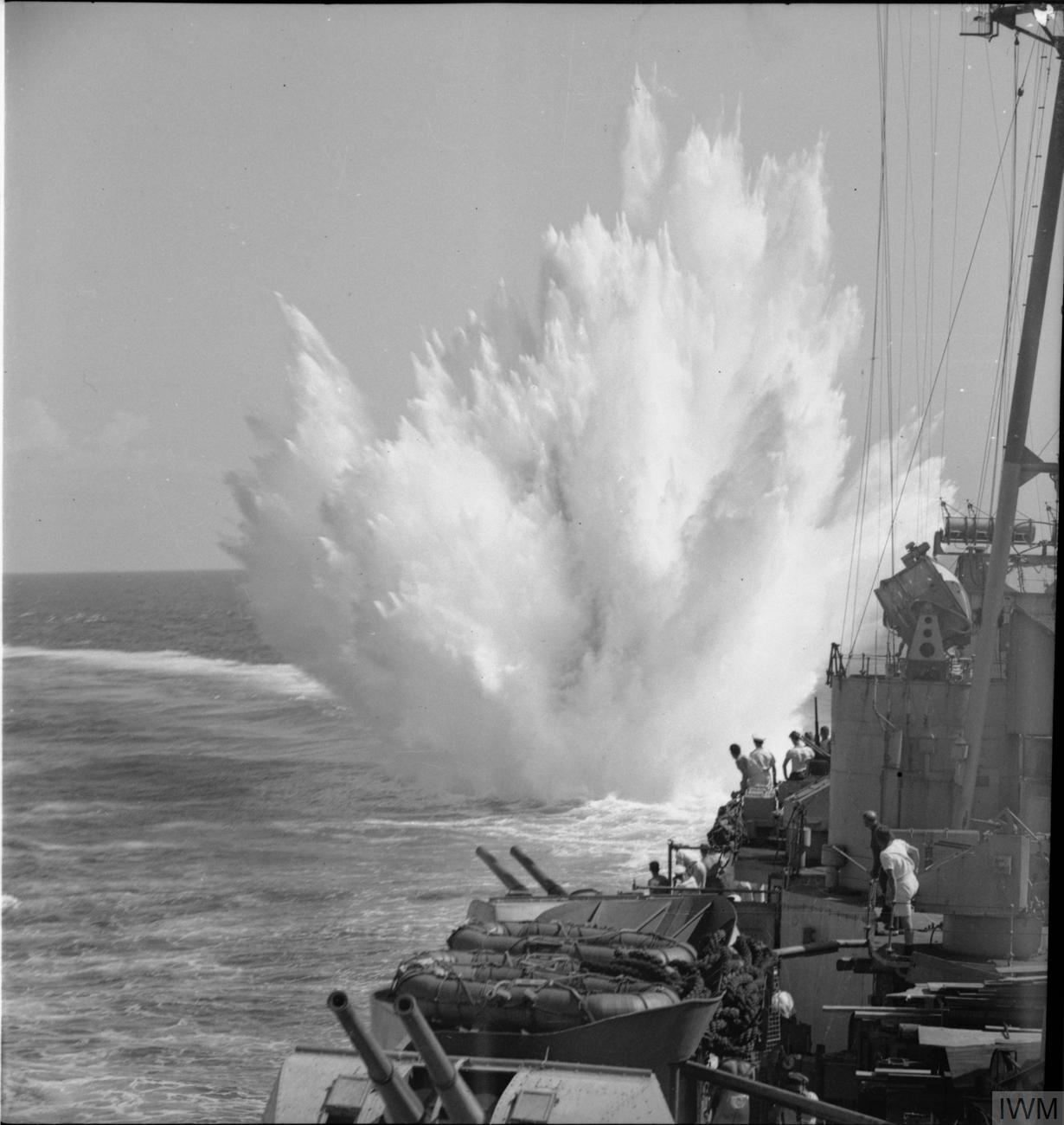
Wybuch bomby głębinowej

Bomba głębinowa – broń podwodna, przeznaczona do rażenia okrętów podwodnych znajdujących się w zanurzeniu. Do czasów II wojny światowej był to główny środek zwalczania okrętów podwodnych (ZOP), później jego rola malała i obecnie ma już raczej znaczenie historyczne.

## Budowa
Bomba głębinowa składa się z ładunku materiału wybuchowego umieszczonego w zazwyczaj cylindrycznym metalowym kadłubie wodoszczelnym, wyposażonym w zapalnik. Najczęściej stosowane są zapalniki hydrostatyczne, powodujące wybuch bomby na odpowiedniej, zaprogramowanej głębokości, uruchamiane na skutek wzrostu ciśnienia wody. W dawnej polskiej literaturze używano też nazwy bomby głębinowej: „bomba hydrostatyczna”. Oprócz hydrostatycznych, czasami stosowane są zapalniki uderzeniowe.
Bomby głębinowe były przede wszystkim zrzucane (staczane) ze zrzutni bomb głębinowych – specjalnych pochylni znajdujących się na rufie okrętu nawodnego. Bomby tego rodzaju, nazywane także grawitacyjnymi, wprowadzono w 1916 roku podczas I wojny światowej – pionierem była brytyjska Royal Navy. W celu rozszerzenia pola rażenia, oprócz zrzutni bomb głębinowych pojawiły się miotacze bomb głębinowych, miotające je na odległość około 50–150 metrów na burty okrętu za pomocą ładunków prochowych.

## Użycie
Bomby głębinowe były zrzucane i miotane nad domniemaną pozycją okrętu podwodnego, ustaloną na przykład za pomocą obserwacji, sonarów pasywnych lub stacji hydrolokacyjnych. Zrzucano je seriami, dla pewniejszego rażenia celu; na przykład podczas II wojny światowej standardowym brytyjskim sposobem użycia była salwa z 5 bomb – trzech zrzuconych po kolei ze zrzutni i dwóch wyrzuconych w tym czasie na boki z miotaczy, przez co pięć bomb pokrywało obszar w kształcie krzyża. Nastawiano też bomby na wybuchy na różnych głębokościach. W toku II wojny światowej wprowadzono dodatkowo bomby szybciej tonące. Do zniszczenia lub uszkodzenia okrętu podwodnego nie jest wymagane bezpośrednie trafienie, lecz w przypadku dużych bomb głębinowych, wystarczający jest wybuch w odległości około 10–20 metrów. Bomby głębinowe tego rodzaju mają zwykle masę materiału wybuchowego około 100 kilogramów, rzadziej do kilkuset kilogramów.
Podczas II wojny światowej wprowadzono sprzężone miotacze bomb głębinowych, miotające większą liczbę lżejszych bomb o masie materiału wybuchowego około 15–30 kilogramów, przed dziób okrętu (jak brytyjski Hedgehog – „jeż”). Po wojnie wprowadzono także rakietowe bomby głębinowe, będące niekierowanymi pociskami rakietowymi. Rakietowe bomby głębinowe mają mniejszy ładunek od konwencjonalnych bomb głębinowych i odpalane są seriami ze specjalnych wyrzutni. Po II wojnie światowej pojawiły się też atomowe bomby głębinowe, przenoszone przez rakietotorpedy ze względu na wielki promień rażenia.
Bomby głębinowe przenoszone były głównie na okrętach klas: niszczyciel, fregata, korweta, ścigacz okrętów podwodnych. Od okresu II wojny światowej stosowane są też lotnicze bomby głębinowe, przenoszone przez samoloty i śmigłowce.
Od około lat 70. XX wieku zrzutnie bomb głębinowych i miotacze bomb głębinowych stosowane są już rzadko, stając się mało skutecznym środkiem walki. Broń ta wykorzystywała fakt, że dawne okręty podwodne były relatywnie mało mobilne pod wodą w porównaniu do współczesnych jednostek tego typu. Bomby głębinowe wyparte zostały przez torpedy kierowane i rakietotorpedy. Jako broń uzupełniająca stosowane są wyrzutnie rakietowych bomb głębinowych, zwłaszcza na okrętach produkcji radzieckiej.